# 河内経国
源 経国（みなもと の つねくに）は、平安時代後期の武士。
河内源氏4代の源義忠の長男。『尊卑分脈』の系図によれば、河内源太を称した。子に稲沢小源太盛経がいる。